# Kukilnea, Berdîciv
Kukilnea (în ucraineană Кукільня) este un sat în comuna Nîkonivka din raionul Berdîciv, regiunea Jîtomîr, Ucraina.

## Demografie
Componența lingvistică a localității Kukilnea
     Ucraineană (99,46%)
     Alte limbi (0,54%)
Conform recensământului din 2001, majoritatea populației localității Kukilnea era vorbitoare de ucraineană (99,46%), existând în minoritate și vorbitori de alte limbi.